# 世界傳奇 光明神話
《世界傳奇 光明神話》是2006年12月21日由南夢宮萬代遊戲發售的PlayStation Portable用RPG。是传说系列的外傳作品。在英文標題中的「Mythology」的讀音為「My-thology」，以「My（我的）」和「Mythology（神話）」的造詞，是自我探求學之意。
本作品是外傳作品由2D變成3D的第一款作品，人物收錄了由《幻想傳奇》至《深淵傳奇》等8款歴代作品全19位角色（14位參與戰鬥），玩家可以製作屬於自己的主角，與傳奇系列的歷代角色一起冒險。戰鬥系統與TOA相同的FR-LMBS（自由範圍線性動作戰鬥系統）。主題曲由植村花菜唱。種類為「為了你的RPG」。
主題歌是由植村花菜主唱的《光與影》。歷代人物設計由藤島康介、豬股睦美、中澤一登三人負責。本作系列共有三部曲。

## 故事
人們平靜生活在世界樹守護的世界「特雷吉亞」。但是，被稱為「侵蝕者」的異世界生物打破和平的生活。世界樹用盡所有的力量，誕生出能保護這個世界的最後希望，那就是主角。

## 人物

### 隨興曲
- 主角
- 卡儂諾 (Kanonno)（配音員：工藤晴香）

### 幻想傳奇
- 克雷斯·亞爾貝因 (Cless Alvein)（配音員：草尾毅）
- 柴斯達·巴克萊特 (Chester Barklight)（配音員：伊藤健太郎）
- 亞雀·克萊因 (Arche Kraine)（配音員：かないみか）

### 命運傳奇
- 斯坦爾·艾爾隆 (Stan Aileron)（配音員：關智一）
- 露蒂·卡特雷特 (Rutee Kartret)（配音員：今井由香）
- 里歐·馬格那斯 (Lion Magnus)（配音員：綠川光）
- 菲莉亞·菲莉斯 (Philia Philis)（配音員：井上喜久子）
- 伍德隆·凱爾文 (Woodrow Kelvin)（配音員：速水獎）

### 永恆傳奇
- 里德·哈謝爾 (Rid Hershel)（配音員：石田彰）

### 命運傳奇2
- 娜娜莉·富雷基 (Nanaly Fletch)（配音員：川上とも子）
- 哈洛路特・貝理賽利歐斯 (Harold Belserius)（配音員：平松晶子）

### 交響曲傳奇
- 洛伊德·亞溫 (Lloyd Irving)（配音員：小西克幸）
- 吉尼亞斯·賽伊吉 (Genius Sage)（配音員：折笠愛）
- 琳菲爾·賽伊吉 (Refill Sage)（配音員：冬馬由美）
- 克拉特斯·奧里歐 (Kratos Aurion)（配音員：立木文彥）

### 重生傳奇
- 維格·朗柏格 (Veigue Lungberg)（配音員：檜山修之）
- 尤金·卡拿魯德 (Eugene Gallardo)（配音員：石塚運昇）
- 雅妮·巴斯 (Annie Barrs)（配音員：矢島晶子）

### 遺跡傳奇
- 賽尼爾·庫利吉 (Senel Coolidge)（配音員：鈴村健一）

### 深淵傳奇
- 路克·馮·法佈雷 (Luke fone Fabre)（配音員：鈴木千尋）
- 提雅·葛蘭茲 (Tear Grants)（配音員：ゆかな）

### 其他
- 摩爾摩 (Mormo)（配音員：阪口大助）
- 剛傑爾 (Ganser)（配音員：龍田直樹）
- 奧蘿拉 (Aurora)（配音員：永島由子）

## 外部連結
- （日語）世界傳奇 光明神話
- （繁體中文）PlayStation.com (Asia) 香港中文介紹網站
- （日語）傳奇系列官網連結（页面存档备份，存于）
- （日語）NAMCO BANDAI Games Inc統合網站（页面存档备份，存于）